# Казабјанка (Удине)
Казабјанка (итал. Casabianca) је насеље у Италији у округу Удине, региону Фурланија-Јулијска крајина.
Према процени из 2011. у насељу је живело 493 становника. Насеље се налази на надморској висини од 0 м.